# Piotr Krakowski (historyk sztuki)
Piotr Krakowski (ur. 18 stycznia 1925 w Tarnowie, zm. 4 lutego 1997 w Krakowie) – historyk sztuki, profesor.

## Życiorys
Był synem Jana i Stanisławy z d. Świderskiej. Brat Wojciecha. Po II wojnie światowej przyjechał do Krakowa, gdzie następnie ukończył studia na kierunkach historia sztuki (Uniwersytet Jagielloński) i architektura (Akademia Górniczo-Hutnicza). W latach 1950–1962 był zatrudniony w służbach konserwatorskich Urzędu Wojewódzkiego. Od 1963 roku pracował w Instytucie Historii Sztuki UJ, w którym 5 lat później, pod kierunkiem Tadeusza Dobrowolskiego, obronił pracę doktorską Symbolizm w malarstwie krajobrazowym doby romantyzmu. W 1981 otrzymał habilitację na podstawie pracy Teoretyczne podstawy architektury XIX w. Od 1986 był profesorem nadzwyczajnym, od 1993 profesorem zwyczajnym. Od 1991 kierował Zakładem Historii Sztuki Nowoczesnej IHS UJ.
Członek Stowarzyszenia Historyków Sztuki, Międzynarodowego Stowarzyszenia Krytyków Artystycznych (AICA), członek korespondent Polskiej Akademii Umiejętności. Przez wiele lat przewodniczył Komisji Teorii i Historii Sztuki PAN w Krakowie. Odznaczony Krzyżem Kawalerskim Orderu Odrodzenia Polski.
Zajmował się przede wszystkim sztuką XIX i XX wieku. Został pochowany na cmentarzu Rakowickim w Krakowie (Kwatera: P, Rząd: 5, Miejsce: 5).

## Wybrane publikacje
- Architektura neogotycka w Krakowie, "Folia Historiae Artium" 20, 1984
- Architektura współczesna. Zarys rozwoju, Kraków 1967 [współautor: Adam Kotula]
- Hans Makart w ocenie polskiej krytyki w XIX wieku", "Folia Historiae Artium" 23, 1987
- Krajobraz idealny w malarstwie wieku XVIII i XIX, "Folia Historiae Artium" 12, 1976
- Kronika nowej sztuki 1855-1960, Kraków 1966 [współautor: Adam Kotula]
- Malarstwo, rzeźba, architektura: wybrane zagadnienia plastyki współczesnej, Warszawa 1972 [współautor: Adam Kotula]
- Makart, austro-węgierski historyzm i Matejko, "Rocznik Krakowski" 56, 1990
- O nowej rzeźbie, Kraków 1961 [współautor: Adam Kotula]
- O symbolizmie w pejzażach Ferdynanda Ruszczyca, w: Ferdynand Ruszczyc 1870-1936. Pamiętnik wystawy. Muzeum Narodowe, Warszawa 1966
- O sztuce nowej i najnowszej, Warszawa 1981
- Pomnik nagrobny ks. Ostrogskich, "Studia Renesansowe" 2, 1957
- Recepcja Bauhausu w architekturze polskiej dwudziestolecia międzywojennego, w: Sztuka XX wieku. Materiały sesji Stowarzyszenia Historyków Sztuki, Warszawa 1971
- Ruiny i groby w sztuce preromantyzmu i romantyzmu, "Folia Historiae Artium" 14, 1978
- Rzeźba XIX wieku, Kraków 1980 [współautor: Adam Kotula]
- Rzeźba współczesna, Kraków 1980 [współautor: Adam Kotula]
- "Stare" i "nowe" w sztuce Młodej Polski, w: Stulecie Młodej Polski. Studia pod redakcją Marii Podrazy-Kwiatkowskiej, Kraków 1995
- Sztuka abstrakcyjna, Warszawa 1973 [współautor: Adam Kotula]
- Sztuka Krakowa w dwudziestoleciu międzywojennym, w: Dzieje Krakowa, t. 4: Kraków w latach 1918-1939, Kraków 1997
- Sztuka Trzeciej Rzeszy, Wiedeń-Kraków 1994
- Widmo z "Wesela". (Szkic o Ludwiku de Laveaux), "Sztuka i Krytyka" 8, 1957, nr 3-4 (31-32)
- Teoretyczne podstawy architektury wieku XIX, Kraków 1979 ("Zeszyty Naukowe UJ", Prace z historii sztuki, zesz. 15)
- Z zagadnień polskiego malarstwa krajobrazowego w I połowie w. XIX (Teoria i twórczość), "Folia Historiae Artium" 13, 1977
- Zagadnienie śmierci w sztuce XIX wieku, w: Śmierć - przestrzeń - czas - tożsamość w Europie Środkowej około 1900. Materiały międzynarodowej konferencji zorganizowanej w dniach 8-10 grudnia 1996, Kraków 2002